# Ferrazzano
Ferrazzano est une commune de la province de Campobasso dans la région Molise en Italie.

## Les Templiers et les Hospitaliers
Au Moyen Âge, Ferrazzano était un fief qui fut d'abord propriété des templiers (XIIIe siècle) puis qui fut dévolu aux hospitaliers à partir du XIVe siècle. La commanderie qui y était installée portait le nom de San Bartolomeo,.

## Administration
| Période                                  | Période | Identité | Étiquette | Qualité |
| ---------------------------------------- | ------- | -------- | --------- | ------- |
|                                          |         |          |           |         |
| Les données manquantes sont à compléter. |         |          |           |         |

### Hameaux
Les arrière-grands-parents de Robert De Niro sont originaires de Ferrazzano. En effet, Giovanni Di Niro et  Angelina Mercurio, émigrèrent de Ferrazzano vers les États-Unis en 1887.

### Communes limitrophes
Campobasso, Campodipietra, Gildone, Mirabello Sannitico